# Liste des câbles de communication sous-marins
Pour un article plus général, voir Câble sous-marin.
 (mai 2016).
Si vous disposez d'ouvrages ou d'articles de référence ou si vous connaissez des sites web de qualité traitant du thème abordé ici, merci de compléter l'article en donnant les références utiles à sa vérifiabilité et en les liant à la section « Notes et références ».
 (décembre 2010).
Dans cette liste, les systèmes de câblage nationaux ne sont pas référencés comme ceux se trouvant sur les côtes chinoises, italiennes ou brésiliennes. Tous les systèmes de câblage référencés ci-dessous mettent en relation deux pays ou plus et sont actuellement en service (Novembre 2005). Toutefois, certains câbles listés sont anciens et sont utilisés uniquement à des fins scientifiques. Certains ont tout simplement été abandonnés.
- Haut – A
- B
- C
- D
- E
- F
- G
- H
- I
- J
- K
- L
- M
- N
- O
- P
- Q
- R
- S
- T
- U
- V
- W
- X
- Y
- Z

## A
- AC-1 - (Atlantic Crossing)
- Africa Coast to Europe - (Europe-Afrique de l'ouest)
- AIS - (Australie-Indonésie-Singapore)
- AJC - (Australie-Japon Cable)
- Alonso de Ojeda
- ALPAL-2 - (Alger-Palma)
- AMERICAS-1 NORTH, AMERICAS-1 SOUTH
- AMERICAS-II
- ANTILLAS I
- Antilles Crossing Phase 1
- ANZCAN
- Apollo (FRANCE - USA)
- ARCOS-1 - (Americas Region Caribbean Ring System)
- ATLANTIS-2
- Atlas_offshore - (Maroc  -  France)
- APC - (Asia-Pacific Cable)
- APCN, APCN 2 - (Asia-Pacific Cable Network)
- APNG - (Australie-Papua New Guinea)
- ASE (Asia Submarine Cable Express) - Singapore, Malaysia, Philippines, Singapore (2012)
- ASEAN

## B
- BAHAMAS 2
- BALTICA
- Barcelona-Savona
- BCS - Sweden-Lituanie
- BMP - Brunei-Malaysia-Philippines (decommissioned March 2004)
- Botnia
- BS - Brunei-Singapore (decommissioned November 2003)
- BSFOCS - (Black Sea Fiber Optic système de câblage)
- BUS-1 - (Bermuda-US)

## C
- C-J FOSC - (Chine-Japon Fibre Optic Submarine Cable)
- C2C - (City to City)
- CANTAT-1, CANTAT-2, CANTAT-3 - (Canada Transatlantic)
- CANUS-1 - (Canada-US)
- CARAC - (Caribbean Atlantic Cable)
- Cayman-Jamaica
- CELTIC
- CIRCE NORTH, CIRCE SOUTH
- CKC - (Chine-Korea Cable)
- C-Lion (Allemagne-Finlande)
- COLUMBUS II
- COLUMBUS III
- Concerto 1
- Corfù–Bar
- CROSSING-1 Cable transpacifique
- CUCN - (Chine-US Cable Network:Korea-US-Chine-Japon-Guam)

## D
- Danica North, Danica South
- Danice
- Denmark-Germany 1
- Denmark-Norway 5, Denmark-Norway 6
- Denmark-Poland 2
- Denmark-Russia 1
- Denmark-Sweden 15, Denmark-Sweden 16, Denmark-Sweden 18
- Dumai-Melaka système de câblage (DMCS)

## E
- EAC - (East Asia Crossing)
- EASSY - (Eastern Africa Submarin System)
- ECFS - (Eastern Caribbean Fibre System)
- EESF-2, EESF-3
- EMOS 1 - (Eastern Mediterranean Optical System)
- ESAT 1, ESAT 2 - (Éireann Satellite)
- Estepona–Tetuán
- Estonia-Sweden 1
- EURAFRICA

## F
- FA-1 - (FLAG Atlantic)
- FALCON
- FLAG - (Fiber-optic Link Around the Globe)
- FARICE-1 - (Faroes-Iceland)
- FARLAND
- FASTER
- FEA - (FLAG Europe-Asia)
- Fehmarn Bält
- FNAL - (FLAG North Asian Loop)
- FOG - (Fiber Optic Gulf)

## G
- G-P - (Guam-Philippines)
- GCN-1 - (Global Caribbean Network)
- Gemini
- GENSAR 2 - (Genoa-Sardinia)
- Germany-Sweden 4, Germany-Sweden 5
- Gondwana-1
- Gotland-Ventspils
- GPT - (Guam-Philippines-Taiwan)

## H
- Hermes
- Hibernia Atlantic
- HJK - (Hong Kong-Japon-Korea)
- HONOTUA - (Polynésie française-Hawaii)
- HONTAI-2 - (Hong Kong-Taiwan)

## I
- i2i
- India-UAE
- I-ME-WE - (India Middle-East Western-Europe)
- Italy-Albania
- Italy-Croatia
- Italy-Greece
- Italy-Libya
- Italy-Malta
- Italy-Monaco
- Italy-Tunisia
- ITUR - (Italie-Turquie-Ukraine-Russie)

## J
- Japan-US
- JASURAUS
- JKC - (Japon-Korea)

## K
- KAFOS - (Karadeniz Fiber Optik Sistemi)
- KANAWA
- KJCN - (Korea-Japon Cable Network)

## L
- LANIS-1, LANIS-2, LANIS-3
- LEV
- LV-SE 1
- LION 1:Lower Indian Ocean Network
- LION 2:Lower Indian Ocean Network

## M
- MAC - (Mid-Atlantic Crossing)
- MAT 2
- MAYA-1
- MCN-1 - (Middle Caribbean Network)
- MedNautilus
- MED-LINK
- MEC CABLE - (Orascom Algérie-Europe)
- METISS

## N
- NorSea Com 1
- NPC - (North Pacific Cable)

## O
- ODIN

## P
- PAC - (Pan-American Crossing)
- PacRimEast - (Pacific Rim East)
- PacRimWest - (Pacific Rim West)
- PAN AM - (Pan-American système de câblage)
- Pangea
- PC-1 - (Pacific Crossing)
- PEACE - (Pakistan and East Africa Connecting Europe)
- PEC - (Pan-European Crossing)
- PTAT-1 - (Private Trans-Atlantic Telecommunications System)

## R
- REMBRANDT-1, REMBRANDT-2
- RIOJA-1, RIOJA-2, RIOJA-3
- RJK - (Russia-Japon-Korea)
- ROMSAR 2 - (Rome-Sardinia)

## S
- SAT-2, SAT-3/WASC - (South Atlantic)
- SAFE - (South Africa-Far East)
- SARSIC 2 - (Sardinia-Sicily)
- Scandinavian Ring
- SEA-ME-WE 2, SEA-ME-WE 3, SEA-ME-WE 4 - (South East Asia-Middle East-Western Europe)
- SFL - (Sweden-Finland Link)
- SFS-4
- SIRIUS
- SOLAS
- Southern Cross Cable
- SAS-1 - (Saudi Arabia-Sudan)

## T
- T-V-H - (Thailand-Vietnam-Hong Kong)
- Tangerine
- Tata TGN-Atlantic
- Tata TGN-Intra Asia (TGN-IA)
- Tata TGN-Northern Europe
- Tata TGN-Pacific
- Tata TGN-Tata Indicom Cable (TIC)
- Tata TGN-Western Europe
- TASMAN 2
- TAT-1, TAT-2, TAT-3, TAT-4, TAT-5, TAT-6, TAT-7, TAT-8, TAT-9, TAT-10, TAT-11, TAT-12/13, TAT-14 - (Transatlantic)
- TEAMS
- TIC or TIISCS - (Tata Indicom Cable) or (Tata Indicom India-Singapore système de câblage)
- TIS - (Thailand-Indonésie-Singapore)
- TPC-3, TPC-4, TPC-5CN - (Trans Pacific Cable)

## U
- UK-Belgium 5, UK-Belgium 6
- UK-Channel Isles 7, UK-Channel Isles 8
- UK-Denmark 4
- UK-France 3, UK-France 4
- UK-Germany 5, UK-Germany 6
- UK-Ireland Crossing 1, UK-Ireland Crossing 2
- UK-Netherlands 12, UK-Netherlands 14
- UK-Spain 4
- ULYSSES-1, ULYSSES-2
- UNISUR
- Unity, système de câblage trans-Pacifique de Google

## W
- WASC - (West Africa Submarine Cable)

## Y
- Yellow / AC-2, connexion en fibre optique reliant l'Europe à l'Amérique - (Atlantic Crossing)